# جرج کرافورد (بازیکن فوتبال)
جرج کرافورد (انگلیسی: George Crawford; ۱۰ دسامبر ۱۹۰۵ – ۱ ژانویهٔ ۱۹۷۵) بازیکن فوتبال اهل بریتانیا بود.
از باشگاه‌هایی که در آن بازی کرده‌است می‌توان به باشگاه فوتبال ای‌اف‌سی بورنموث اشاره کرد.